# Ястреб (бриг)
«Я́стреб» — 14-пушечный бриг типа «Соболь», один из двух бригов данного типа. Бриг был построен на Лодейнопольской верфи корабельным мастером В. Ф. Буданцевым и состоял в Балтийском флоте Российской империи.
Корабль был спущен на воду в 1806 году и с 1807 по 1814 год стоял на брандвахте в Риге. Во время Отечественной войны бриг участвовал в обороне Риги, а в 1815 году был разобран.

## Командиры
Бриг «Ястреб» в разное время ходил под командованием следующих капитанов:
1. 1807—1809 — Н. Л. Пыхачёв
2. 1812 — А. И. Селивачёв